# Łokomotyw Kijów (piłka siatkowa)
Łokomotyw Kijów (ukr. ‏«Локомотив» Київ) – ukraiński męski klub piłki siatkowej z siedzibą w Kijowie.

## Bilans sezon po sezonie
| Sezon     | Rozgrywki ligowe      | Puchar ZSRR           | Puchary europejskie                         |
| Sezon     | Miejsce               | Puchar ZSRR           | Puchary europejskie                         |
| --------- | --------------------- | --------------------- | ------------------------------------------- |
| ZSRR      |                       |                       |                                             |
| 1965/1966 | 3. miejsce            |                       |                                             |
| 1966/1967 | 3. miejsce            |                       |                                             |
| 1967/1968 | 7. miejsce            |                       |                                             |
| 1968/1969 | 2. miejsce            |                       |                                             |
| 1969/1970 | 5. miejsce            |                       |                                             |
| 1970/1971 | 5. miejsce            |                       |                                             |
| 1971/1972 | 7. miejsce            | 2. miejsce            |                                             |
| 1972/1973 | 10. miejsce           | 1. miejsce            |                                             |
| 1973/1974 | 8. miejsce            |                       |                                             |
| 1974/1975 | 6. miejsce            |                       |                                             |
| 1975/1976 | 8. miejsce            |                       |                                             |
| 1976/1977 | 9. miejsce            | 2. miejsce            |                                             |
| 1977/1978 | 5. miejsce            |                       |                                             |
| 1978/1979 | 5. miejsce            |                       |                                             |
| 1979/1980 | 5. miejsce            |                       |                                             |
| 1980/1981 | 3. miejsce            |                       |                                             |
| 1981/1982 | 9. miejsce            |                       |                                             |
| 1982/1983 | 12. miejsce           | 3. miejsce            |                                             |
| 1983/1984 | 1. miejsce            |                       |                                             |
| 1984/1985 | 11. miejsce           |                       |                                             |
| 1985/1986 | 1. miejsce            |                       |                                             |
| 1986/1987 | 6. miejsce            |                       |                                             |
| 1987/1988 | 4. miejsce            | 1. miejsce            |                                             |
| 1988/1989 | 5. miejsce            |                       |                                             |
| 1989/1990 | 9. miejsce            | 1. miejsce            |                                             |
| 1990/1991 | 6. miejsce            |                       |                                             |
| 1991/1992 | 8. miejsce            |                       |                                             |
| Ukraina   |                       |                       |                                             |
|           |                       | Puchar Ukrainy        |                                             |
| 1992/1993 | 6. miejsce            | 1. miejsce            |                                             |
| 1993/1994 | 2. miejsce            |                       | Puchar Europy Zdobywców Pucharów – 2 runda  |
| 1994/1995 | 1. miejsce            |                       | Puchar CEV – 1/8 finału                     |
| 1995/1996 | 8. miejsce            |                       | Puchar Europy Mistrzów Klubowych – II runda |
| 1996/1997 | 10. miejsce           |                       |                                             |
| 1997/1998 | 6. miejsce            |                       |                                             |
| 1998/1999 | 10. miejsce           |                       |                                             |
| 1999-2005 | Klub przestał istnieć | Klub przestał istnieć | Klub przestał istnieć                       |
| 2005/2006 | 2. miejsce            |                       |                                             |
| 2006/2007 | 5. miejsce            | 3. miejsce            |                                             |
| 2007/2008 | 1. miejsce            |                       |                                             |
| 2008/2009 | 4. miejsce            | 3. miejsce            | Puchar Challenge – 1/8 finału               |
| 2009/2010 |                       | I runda               |                                             |
| 2010/2011 | 3. miejsce            |                       |                                             |
| 2011/2012 | 3. miejsce            | III runda             |                                             |

Poziom rozgrywek:
     pierwszy, najwyższy ogólnokrajowy
     drugi
     trzeci
     czwarty
     piąty

## Sukcesy
Mistrzostwa ZSRR:
- 1969
- 1966, 1981

Puchar ZSRR:
- 1973, 1988, 1990

Puchar Ukrainy:
- 1992

Mistrzostwa Ukrainy:
- 1995, 2008
- 1994

## Znani ukraińscy siatkarze w drużynie
| Lata gry  | Imię i nazwisko  | Pozycja     |
| --------- | ---------------- | ----------- |
| 1986-1989 | Dmitrij Fomin    | przyjmujący |
| 2006-2008 | Jurij Hładyr     | środkowy    |
| 2007-2009 | Konstantin Bakun | atakujący   |
| 2009-2012 | Maksym Drozd     | środkowy    |
| 2010-2012 | Mykoła Moroz     | przyjmujący |